# NHK大阪ホール
NHK大阪ホール（エヌエイチケイおおさかホール、NHK Osaka Hall）は、上町台地の北西、大阪府大阪市中央区大手前にある日本放送協会系列のコンサートホールである。2001年11月、NHK大阪放送局の新局舎の完成と同時にオープンした。新局舎のあるビルの4階にある。NHKホール（東京都渋谷区）に次いで2番目のNHK系列のコンサートホールである。

## 概要
同局制作番組の公開収録はもちろん、音楽・文化系のコンサートにも幅広く利用されている。
開設当初は、株式会社NHKきんきメディアプランが管理・運営していたが、2008年（平成20年）4月1日に地域子会社6社が統合されたため、株式会社NHKプラネット（2020年4月株式会社NHKエンタープライズに吸収合併）の運営体制となった。優良ホール100選に選ばれている。

## 収録している主な番組
- わが心の大阪メロディー（2001 - 2013年は文化の日の前後、2014 - 2018年は12月第2ないし第3火曜日、2019年以降は10月最終ないし11月第1火曜日に総合テレビなどで生放送）
- 上方演芸ホール（総合（関西地区）月1回）・日本の話芸（Eテレ）
  - 落語は当ホールで開かれる「NHK上方落語の会」から収録。以前は大阪厚生年金会館で開催されていたが、当ホールの完成により、2002年から移転した。
- 名曲リサイタル
- NHK全国学校音楽コンクール大阪府・近畿ブロックコンクール
- おかあさんといっしょファミリーコンサート（毎年クリスマスの時期に開催）
- うたコン（総合テレビ、原則毎月第4火曜日に生放送）
- 新・BS日本のうた（BS・BSプレミアム4K、毎年一回開催）
- いないいないばあっ!ワンワンわんだーらんど（Eテレ、毎年一回開催）

### これまでに開催された主なイベントや番組
- 初笑い!浪花夢一座（2002 - 2004年の元日に生放送）
- 今夜は見せまっせ (2002.4 - 2004.3) - 2002年度は「金曜オンステージ」枠、2003年度は「金曜ショータイム」枠、2004年度は「素敵にショータイム」枠で月1回の収録。
- 連続テレビ小説「てるてる家族」(2003.10 - 2004.3) での第20回紅白歌合戦（1969年。この年いしだあゆみが『ブルー・ライト・ヨコハマ』で初出場）の再現シーン（主人公の姉でいしだあゆみに相当する役を演じた上原多香子が同曲を歌う）収録（ドラマ収録のため非公開）
- 三枝とナニワ三姉妹!（2005年度）不定期収録。
- NHK大阪ホール5周年記念事業 ミュージック・エクスプレス & POP JAM（2006年10月2日）
- 大阪発疾走ステージ WEST WIND (2007.2 - 2010.10) 不定期収録。
- 連続テレビ小説「だんだん」(2008.10 - 2009.3) での三倉茉奈・佳奈による架空のユニット『SJ』コンサートの収録（ドラマ収録のため非公開、この収録で入場者数が150万人を突破）
- 第43回「思い出のメロディー」（2011年8月13日）
- NHK歌謡コンサート（総合テレビ、2014・2015年度に原則毎月第4火曜日に生放送）

### 観覧方法
NHKホール同様、基本的にWeb応募。抽選で当選者を決め、当選者には入場整理券、落選者にも落選通知が届く。原則、NHK受信料支払者に限定して観覧者募集を実施している。新型コロナ流行以前は往復はがきで応募が原則だった。一部番組ではNHKネットクラブでの限定応募があった。